# 宮舘寿喜
- 壽喜
- 寿喜

宮舘 寿喜（みやだて ひさき、1949年 - ）は、岩手県副知事。

## 経歴
岩手県胆沢郡金ケ崎町に生まれる。岩手県立水沢高等学校、東北大学卒。1974年に岩手県庁入り。企画、財政、人事の各部門を歴任し、2005年から久慈地方振興局長、2007年から盛岡地方振興局長をめた。2008年2月 岩手県副知事に就任し、2012年2月 政策地域部長の千葉茂樹を後任として副知事を任期満了退任。

## 歴任
- 岩手県副知事
- 岩手県長寿社会振興財団理事長
- 財団法人さんりく基金理事長